# NGC 3843
NGC 3843 este o infrared source⁠(d) situată în constelația Fecioara. A fost descoperită în 27 aprilie 1881 de către Edward S. Holden⁠(d). Se află la o distanță de 86,6 de megaparseci de Pământ.